# Klara Lukan
Klara Lukan (Novo mesto, 8 settembre 2000) è una mezzofondista slovena, campionessa europea under 20 dei 5000 metri piani.

## Carriera
Ha maturato la sua prima esperienza internazionale nel 2017 quando è arrivata alle semifinali degli 800 metri ai Campionati del mondo Under-18 di Nairobi, dove è stata eliminata con il tempo di 2'15"51.
L'anno successivo fallì ai Campionati del mondo Under-20 di Tampere con 2:10.08 minuti nella corsa preliminare sugli 800 metri e fu eliminata anche nel primo turno della corsa dei 1500 metri con 4'26"43.
Nel 2019 ha vinto i Campionati Europei Under-20 a Borås, Svezia con un nuovo record nazionale Under-23 di 16'03"62 e a dicembre ha vinto la medaglia d'argento nella classifica U20 ai Campionati Europei di Cross Country a Lisbona dopo 14:01 minuti.
Nel 2021 ha vinto i Campionati Balcanici Indoor a Istanbul in 8'58"73 3000 metri ed è stata eliminata poco dopo agli Europei Indoor di Toruń con 9:06.82 minuti nella manche preliminare. A fine giugno ha vinto i 5000 m ai Campionati Balcanici di Smederevo in 15:37.11 minuti. Ha poi vinto la medaglia d'argento sui 5000 m dietro l'italiana Nadia Battocletti agli Europei Under-23 di Tallinn in 15:'44"00. Ha poi preso parte ai Giochi Olimpici di Tokyo e lì non è arrivata al traguardo. A dicembre ha vinto la medaglia d'argento nella gara Under-23 dietro all'italiana Battocletti ai campionati Europei di corsa campestre di Dublino in 20'36".
Nel 2023 è arrivata seconda nei 5000 metri al 2º campionato dei Campionati Europei a squadre nell'ambito dei Giochi Europei di Chorzów in 15:33.39 minuti e in ottobre è stata decima nei 5 km ai Campionati mondiali di corsa su strada a Riga con 15'25" su strada di corsa. A dicembre è arrivata decima nella staffetta mista ai Campionati Europei di sci di fondo a Bruxelles con il tempo di 21'04".
Nel 2021 e nel 2023 Lukan è diventata campione sloveno nei 5000 metri e nel 2021 anche sui 3000 metri. È diventata anche campionessa indoor dei 3000 metri nel 2019, 2021 e 2023.

## Palmarès
| Anno | Manifestazione               | Sede                | Evento          | Risultato | Prestazione | Note                     |
| ---- | ---------------------------- | ------------------- | --------------- | --------- | ----------- | ------------------------ |
| 2017 | Mondiali U18                 | Nairobi             | 800 m piani     | Batteria  | 2'15"51     |                          |
| 2018 | Mondiali U20                 | Tampere             | 800 m piani     | Batteria  | 2'10"08     |                          |
| 2018 | Mondiali U20                 | Tampere             | 1500 m piani    | Batteria  | 4'26"43     |                          |
| 2019 | Europei U20                  | Boras               | 5000 m piani    | Oro       | 16'03"62    |                          |
| 2019 | Europei di cross             | Boras               | 4 km U20        | Argento   | 14'01"      |                          |
| 2021 | Balcani indoor               | Istanbul            | 3000 m piani    | Oro       | 8'58"73     |                          |
| 2021 | Balcanici                    | Smederevo           | 5000 m piani    | Oro       | 15'37"11    |                          |
| 2021 | Europei U23                  | Tallinn             | 5000 m piani    | Argento   | 15'55"00    |                          |
| 2021 | Olimpiadi                    | Tokyo               | 5000 m piani    | Batteria  | dnf         |                          |
| 2021 | Europei di cross             | Dublino             | 6 km U23        | Argento   | 20'36"      |                          |
| 2023 | Europei a squadre            | Chorzów             | 5000 m piani    | Argento   | 15'33"39    |                          |
| 2023 | Mondiali su strada           | Riga                | 5 km            | Bronzo    | 15'25"      | Record nazionale         |
| 2023 | Europei di cross             | Bruxelles           | Staffetta mista | 10ª       | 21'04"      |                          |
| 2024 | Europei                      | Roma                | 10000 m piani   | 5ª        | 31'34"90    |                          |
| 2024 | Giochi olimpici              | Parigi              | 5000 m piani    | Batteria  | 15'09"61    |                          |
| 2024 | Giochi olimpici              | Parigi              | 10000 m piani   | 20ª       | 31'45"15    |                          |
| 2025 | Europei su strada            | Bruxelles e Lovanio | 10 km           | Bronzo    | 31'26"      |                          |
| 2025 | Giochi mondiali universitari | Reno-Ruhr           | 10000 m piani   | Oro       | 31'25"84    | Record delle Universiadi |

## Campionati nazionali
2019
- Oro ai campionati sloveni indoor, 3000 m piani - 9'17"42

2020
- Oro ai campionati sloveni, 3000 m piani - 9'05"95

2021
- Oro ai campionati sloveni, 5000 m piani - 15'37"57
- Oro ai campionati sloveni, 3000 m piani - 9'00"10
- Oro ai campionati sloveni indoor, 3000 m piani - 9'08"74

2023
- Oro ai campionati sloveni, 5000 m piani - 17'05"51
- Oro ai campionati sloveni indoor, 3000 m piani - 8'55"50

2024
- Oro ai campionati sloveni, 5000 m piani - 15'20"34
- Oro ai campionati sloveni indoor, 3000 m piani - 8'47"25
- Oro ai campionati sloveni di 5 km su strada - 15'41"

## Altre competizioni internazionali
2022
- Bronzo alla Cinque Mulini ( San Vittore Olona) - 19'53"
- 7ª al Campaccio ( San Giorgio su Legnano) - 19'06"
- Oro al Cross della Vallagarina ( Villa Lagarina) - 17'47"

2025
- Bronzo al Meeting International d'Athlétisme de la Province de Liège ( Liegi), 5000 m piani - 14'50"40
- 11ª alla 10K Valencia Ibercaja ( Valencia) - 31'07"
- Bronzo alla Monaco Run 5 km ( Monaco) - 14'45"